# Andri Fahruriadi
Andri Fahruriadi – indonezyjski zapaśnik w stylu wolnym i klasycznym.
Złoty i srebrny medalista igrzysk Azji Południowo-Wschodniej i złoty mistrzostw Azji Południowo-Wschodniej w 1997 roku.